# 三甲基碘化铂
三甲基碘化铂是一种有机铂化合物，化学式为[(CH3)3PtI]4，它是白色固体，在空气中稳定，是最初制备的有机金属配合物之一。它可由氯铂酸钾和甲基碘化镁反应制得。该配合物由四个八面体Pt(IV)中心构成，碘为三桥连配体。
该配合物可以发生一些Pt-I键断裂的反应，如羟基取代生成[(CH3)3PtOH]4。它的衍生物由(CH3)3PtI(bipy)和(CH3)3PtI(NH3)2等。

## 应用
三甲基碘化铂可以合成挥发性的铂化合物，它们之后可通过化学气相沉积和原子层沉积制造电子零件的铂层。在接近室温下升华的(CH
3C
5H
4)Pt(CH
3)
3便是这类化合物的例子。
[Pt(CH
3)
3I]
4  +  4 Na(CH
3C
5H
4)   →   4(CH
3C
5H
4)Pt(CH
3)
3  +  4NaI
它也可以合成能够催化加氢硅烷化反应的有机铂化合物。